# Gulses
De Gulses waren in de Hettitische mythologie de schikgodinnen. De naam betekent Schrijfsters of Lotsbepaalsters. De Gulsen of Gulses functioneerden in groep en kenden individuele mannen en vrouwen hun lot toe, dat zowel goed als slecht kon zijn en leven of dood betekenen. Bij de Hurriten werden zij Hutena genoemd.